# U-20サッカーウズベキスタン代表
U-20サッカーウズベキスタン代表は、ウズベキスタンサッカー連盟によって編成されるウズベキスタンのサッカーの20歳以下のナショナルチームである。20歳以下の選手を対象とするFIFA U-20ワールドカップに出場するためのチームである。そのため、FIFA U-20ワールドカップ前年のAFC U-19選手権にはU-19サッカーウズベキスタン代表、そのさらに前年にはU-18サッカーウズベキスタン代表と呼称が変わる。

## FIFA U-20ワールドカップ
- 1993 不参加
- 1995 アジア予選敗退
- 1997 アジア予選敗退
- 1999 アジア予選敗退
- 2001 アジア予選敗退
- 2003 グループリーグ敗退
- 2005 アジア予選敗退
- 2007 アジア予選敗退
- 2009 グループリーグ敗退
- 2011 アジア予選敗退
- 2013 ベスト8
- 2015 ベスト8
- 2017 アジア予選敗退
- 2019 アジア予選敗退
- 2021 大会中止
- 2023 ベスト16

## AFC U20アジアカップ
- 1992 不参加
- 1994 予選敗退
- 1996 予選敗退
- 1998 予選敗退
- 2000 予選敗退
- 2002 4位
- 2004 ベスト8
- 2006 予選敗退
- 2008 準優勝
- 2010 ベスト8
- 2012 ベスト4
- 2014 ベスト4
- 2016 ベスト8
- 2018 予選敗退
- 2020 大会中止
- 2023 優勝